# Pawieł Łatuszka
Pawieł Pauławicz Łatuszka (biał. Павел Паўлавіч Латушка; ur. 10 lutego 1973 w Mińsku) – białoruski polityk i dyplomata, ambasador w Polsce, we Francji, Hiszpanii i przy UNESCO, były minister kultury (2009–2012). Działacz opozycji od protestów po wyborach w 2020 roku. Od 2021 na wygnaniu na Litwie.

## Życiorys
Z wykształcenia prawnik, absolwent Wydziału Prawa Białoruskiego Uniwersytetu Państwowego (1995). Od ukończenia studiów pozostawał w służbie dyplomatycznej. W latach 1995–1996 pracował jako attaché w departamencie prawno-traktatowym białoruskiego MSZ, potem do 2000 był wicekonsulem konsulatu generalnego Białorusi w Białymstoku i krótko pełnił obowiązki konsula-kierownika konsulatu.
W latach 2000–2002 sprawował funkcję rzecznika prasowego MSZ. 6 grudnia 2002, ukazem nr 590 prezydenta Republiki Białorusi Alaksandra Łukaszenki, mianowany został ambasadorem Republiki Białorusi w Rzeczypospolitej Polskiej. Z chwilą objęcia placówki ustanowił swoisty rekord – w wieku 29 lat został najmłodszym w historii białoruskim ambasadorem. Został odwołany ze stanowiska 31 października 2008.
4 czerwca 2009 został mianowany ministrem kultury. 16 listopada 2012 został mianowany ambasadorem we Francji i przy UNESCO. W dniu 20 maja 2013 mianowany Ambasadorem Nadzwyczajnym i Pełnomocnym Republiki Białorusi w Hiszpanii i jednocześnie w Portugalii. 15 grudnia także Ambasadorem w Monako. 15 stycznia 2019 został odwołany z tych stanowisk, a wkrótce potem mianowano go dyrektorem Narodowego Teatru Akademickiego im. Janki Kupały w Mińsku. 17 sierpnia 2020 został zwolniony ze stanowiska po tym, gdy publicznie poparł protesty powyborcze na Białorusi. Dołączył następnie do opozycyjnej Rady Koordynacyjnej. Następnie Prokurator Generalny Białorusi, Aleksander Koniuć, wszczął postępowanie karne przeciwko członkom Rady Koordynacyjnej na mocy artykułu 361 białoruskiego kodeksu karnego, zarzucając im próbę przejęcia władzy państwowej i szkodzenie bezpieczeństwu narodowemu.
Pod koniec października 2020 Latuszko został szefem Narodowego Zarządzania Antykryzysowego, gabinetu cieni utworzonego przez Radę Koordynacyjną dla pokojowego przejścia władzy po wyborach prezydenckich w Białorusi w 2020.
9 sierpnia 2022 Swiatłana Cichanouska ogłosiła na konferencji w Wilnie, Litwie, deklarację o utworzeniu Zjednoczonego Gabinetu Przejściowego. Łatuszka jest odpowiedzialny za przeprowadzenie procesu przejścia władzy.
W marcu 2023 białoruski sąd skazał Łatuszkę zaocznie na 18 lat więzienia.
Był jednym z nielicznych białoruskich polityków wśród osób sprawujących władzę, posługującym się językiem białoruskim. Mówi też biegle w języku polskim. W wolnych chwilach pisze wiersze.
18 września 2024 odebrał Nagrodę Solidarności im. Lecha Wałęsy.